# Pocketkamera

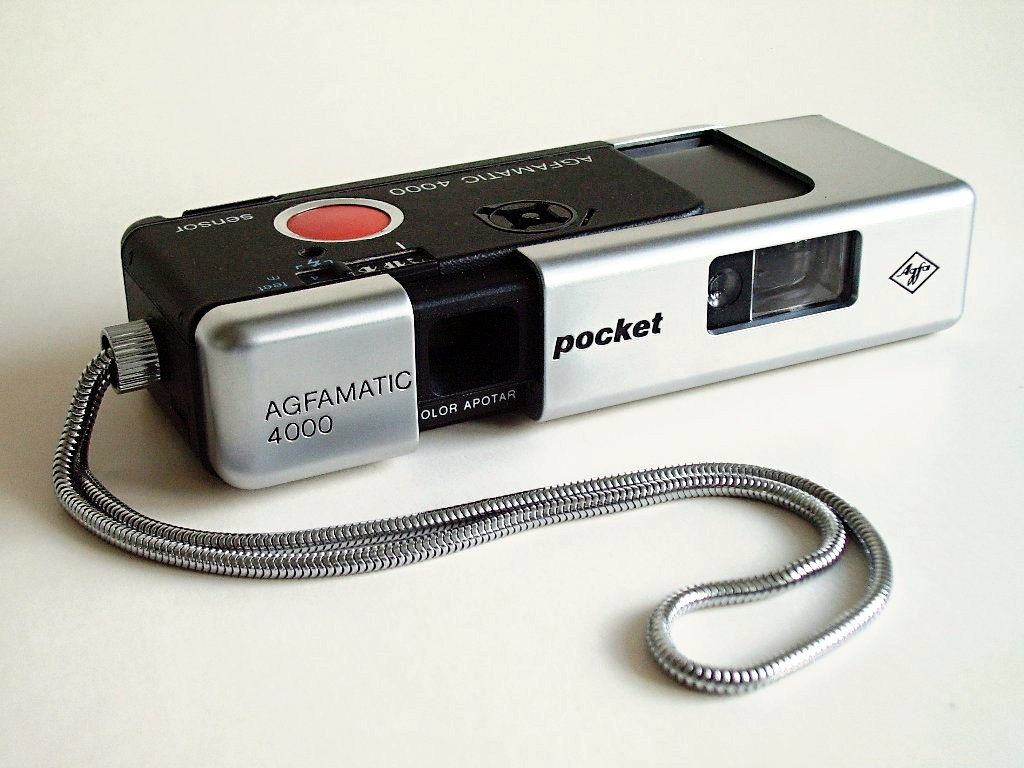
Agfamatic pocketkamera för Instamatic 110-film

Pocketkameran är en enklare typ av kamera, storleksmässigt är den tänkt att passa i en ficka vilket också hörs på namnet.